# هرم ني أوسر رع
هرم ني أوسر رع (في الهيروغليفية «من ست ني أوسر رع»، بمعنى البقاء في أماكن ني أوسر رع) هو هرم مصري ، تم تشييد مجمع  للفرعون  ني أوسر رع من الأسرة الخامسة في منتصف القرن الخامس والعشرين قبل الميلاد. خلال فترة حكمه، أكمل ني أوسر رع الآثار غير المكتملة لوالده، نفر إر كارع كاكاي، والدته، خنتكاوس الثانية، وشقيقه نفر ف رع، قبل أن يباشر العمل في مجمع الهرم الشخصي. اختار موقعًا في مقبرة أبو صير بين مجمعات نفر إر كارع وساحورع، مما أدى إلى تقييد التكاليف من حيث المساحة والتضاريس. العمل والمواد. كان ني أوسر رع آخر ملك دُفن في المقبرة، بينما اختار خلفاؤه أن يُدفنوا في مكان آخر. يشتمل نصبه التذكاري على هرم رئيسي ومعبد جنائزي ومعبد وادي على بحيرة أبو صير وجسر كان مخصصًا في الأصل لنصب نفرركاري وهرم عبادة.
كان للهرم الرئيسي نواة متدرجة مبنية من الحجر الجيري المقطوع تقريبًا ومغلفة بحجر جيري ناعم من طرة. تم تجريد الغلاف بواسطة لصوص الحجارة، تاركين اللب مكشوفًا للعناصر والنشاط البشري الإضافي، مما أدى إلى تقليص الهرم الذي يبلغ ارتفاعه 52 متر (171 قدم؛ 99 متر مكعب) إلى كومة مدمرة، مع بنية تحتية من الخطر الدخول إليها بسبب مخاطر الكهوف. يتاخم الوجه الشرقي للهرم المعبد الجنائزي بتكويناته وخصائصه غير العادية. استبدال المخطط المعتاد على شكل حرف T ، يكون للمعبد الجنائزي شكل حرف L ؛ التغيير المطلوب بسبب وجود المصطبة في الشرق. ظهرت لأول مرة في «غرفة انتظار مربعة»، وهي غرفة مربعة ذات عمود واحد، والتي أصبحت سمة قياسية للآثار اللاحقة. كما أنه يحتوي على منصة مربعة غير مفسرة مما دفع علماء الآثار إلى اقتراح أنه قد يكون هناك هرم مسلة قريب. وهذا أمر غير معتاد لأن المسلات كانت من السمات المركزية لـ معابد الشمس المصرية، ولكن ليس للمجمعات الهرمية. أخيرًا، تحتوي الزاويتان الشمالية والجنوبية الشرقية للموقع على بنائين يبدو أنهما كانا نماذج أولية لـ الصرح. أصبحت هذه السمات الأساسية للمعابد والقصور. في الزاوية الجنوبية الشرقية للمجمع، يوجد هيكل منفصل يستضيف هرم العبادة - هرم صغير لا تزال أغراضه غير واضحة. جسر طويل يربط بين المعابد الجنائزية والوادي. كان هذان الاثنان قيد الإنشاء من أجل نصب نفر إر كارع التذكاري، ولكن تم تغيير الغرض منهما جسر لـ ني أوسر رع، الذي كان قد اكتمل أكثر من نصفه عندما مات نيفيركير، له منحنى حيث يغير اتجاهه من معبد نفر إر كارع الجنائزي إلى معبد ني أوسر رع.
تم العثور على مجمعين هرمين آخرين في المنطقة. المعروفين باسم لبسيوس الرابع والعشرون ولبسيوس الخامس والعشرون، ربما كانوا ينتمون إلى رفقاء ني أوسر رع، ولا سيما الملكة ربتي نوب أو من نفر ف رع. إلى الشمال الغربي من المجمع توجد مصاطب بنيت لأطفال الفرعون. تقع قبور الكهنة والمسؤولين المرتبطين بـ العبادة الجنائزية في المنطقة المجاورة أيضًا. في حين أن الطوائف الجنائزية للملوك الآخرين ماتت في الفترة الانتقالية الأولى، ربما نجا نيوسير من هذه الفترة الانتقالية وداخل المملكة الوسطى، على الرغم من أن هذه لا تزال قضية خلافية بين علماء المصريات.

## الموقع والحفر

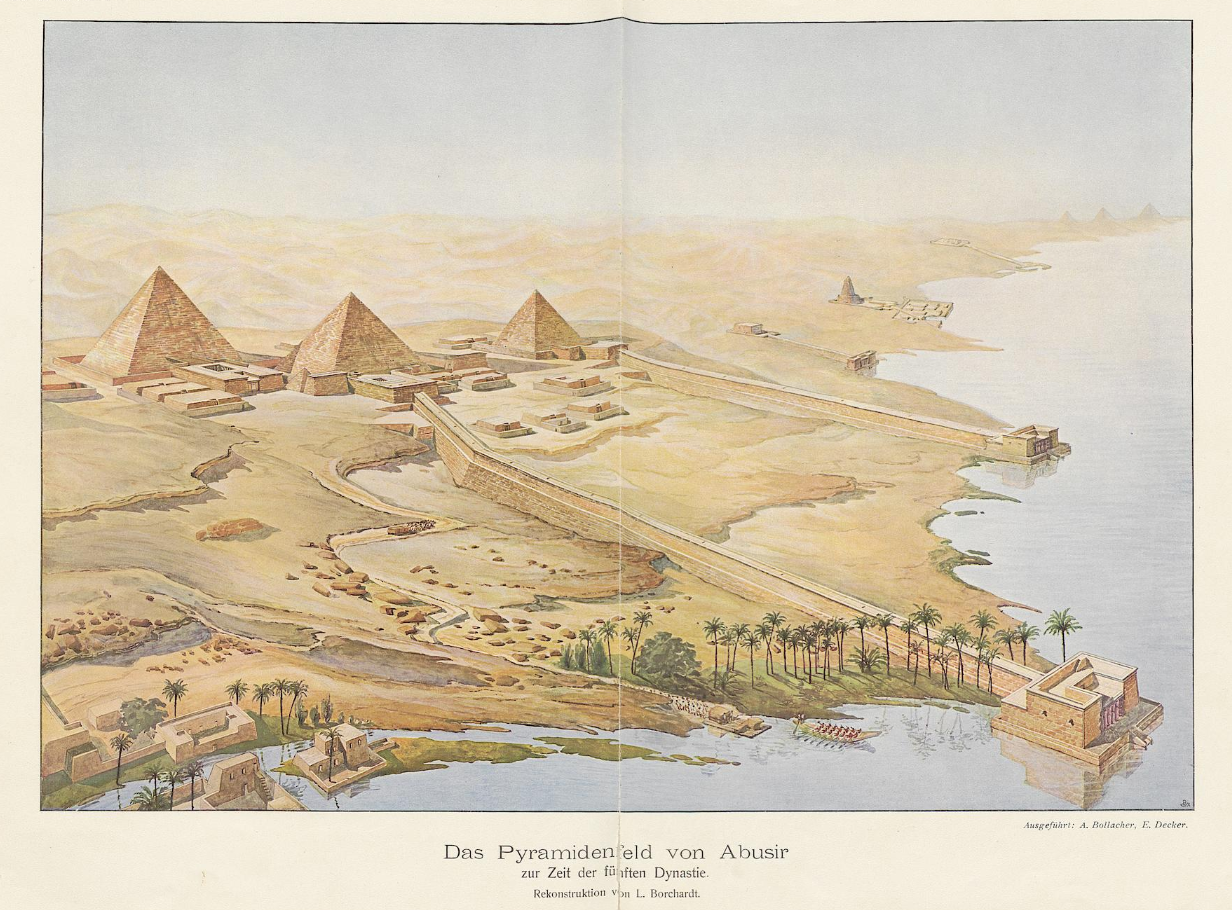
رسم مقبرة أبو صير ، بواسطة A. Bollacher و E. Decker ، تم تقديمها كما كانت في المملكة القديمة

يقع هرم ني أوسر رع في مقبرة أبو صير، بين سقارة وهضبة الجيزة، في مصر السفلى (أقصى شمال مصر). حصل أبو صير على أهمية كبيرة في الأسرة الخامسة بعد أوسركاف، بنى الحاكم الأول معبد الشمس وخلفه، ساحورع، افتتح مقبرة ملكية مع النصب الجنائزي. خليفة ساحورع المباشر وأصبح ابنه نفر إر كارع ثاني ملك يُدفن في المقبرة. أكمل نصب ني أوسر رع التذكاري العائلة المعمارية الضيقة الوحدة التي نمت وتركزت حول مجمع هرم والده، نفيركير، جنبًا إلى جنب مع هرم أمه ومصطبة أخوه. كان آخر ملوك دُفن في مقبرة أبو صير.

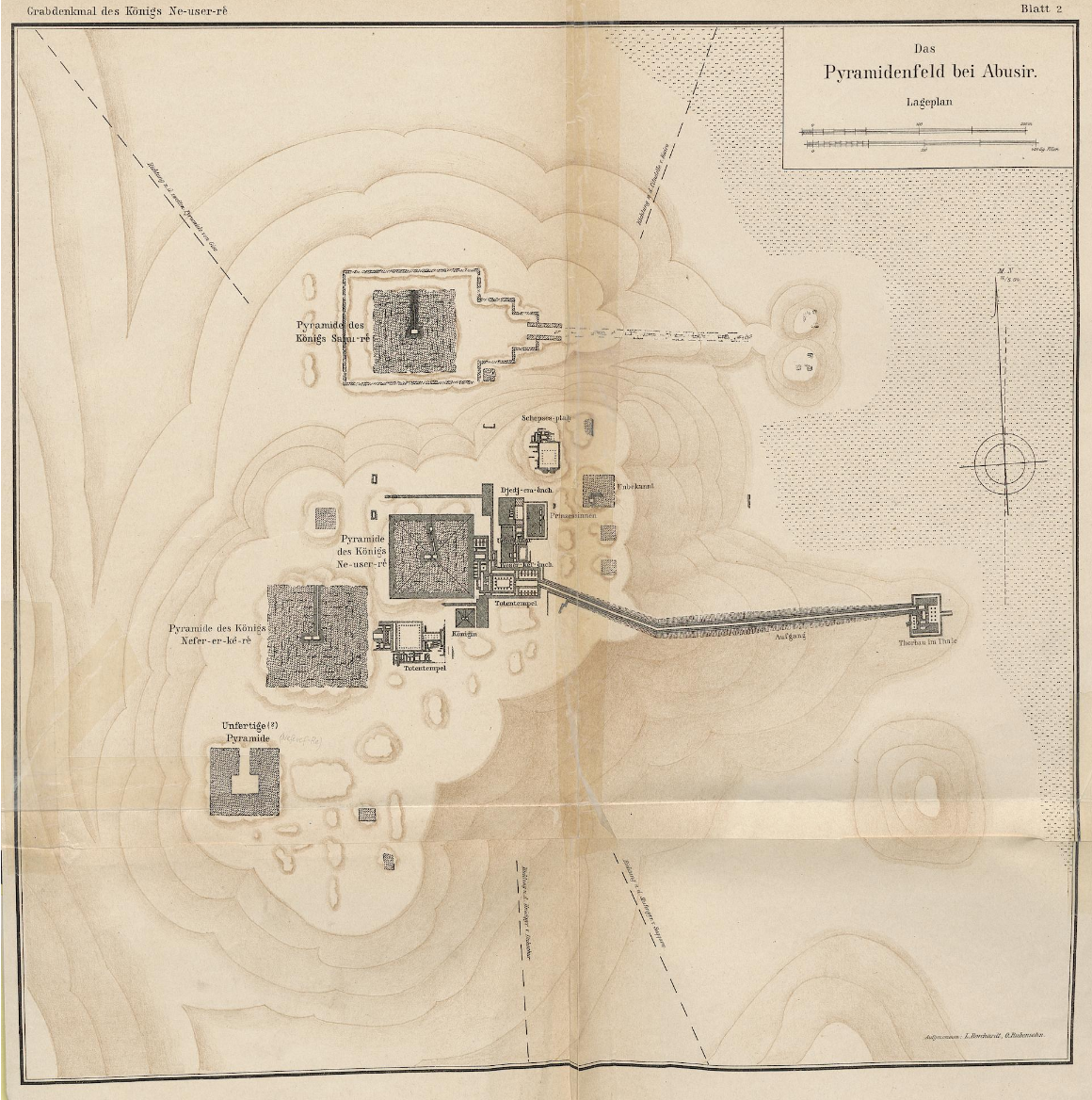
خريطة لمقبرة أبو صير ، رسمها لودفيج بورشاردت وأوتو روبنسون ، يُظهر المواقع، من الشمال إلى الجنوب، أهرامات ساحورع ، ني أوسر رع، نفر إر كارع ، وهرم غير مكتمل لنفر ف رع

بشكل غير عادي، لا يقع مجمع جنائزية ني أوسر رع على محور أبوصير - أون.} عند أخذها على العرش، تعهد بإكمال الآثار الثلاثة غير المكتملة لوالده، نفر إر كارع؛ والدته خنتكاوس الثانية؛ وشقيقه، نفر ف رع، لذلك سقطت تكلفتهما عليه.  لصيانة المحور، نصب ني أوسر رع كان سيحتاج إلى وضع جنوب غرب مجمع نفيرفر، في عمق الصحراء وعلى الأقل1 كـم (0.62 ميل) من وادي النيل. كان من الممكن أن يكون هذا مكلفًا للغاية.  ربما لا يزال ني أوسر رع يريد البقاء مع عائلته ولذا اختار إدخال مجمعه في الفضاء شمال شرق مجمع نفر إر كارع، بين أهرامها وأهرامات ساحورع، ذات التضاريس شديدة الانحدار إلى الشمال. هذا الموقع حصر مساحة البناء في منطقة تبلغ حوالي 300 متر مربع (984 قدم 3 بوصة)، لكن مسموحًا بأقصى قدر من الاقتصاد في القوى العاملة والموارد المادية. يصف عالم المصريات ميروسلاف فيرنر بإيجاز صورة ني أوسر رع اعتبارها «أفضل حل وسط تسمح به الظروف».
في عام 1838، قام جون شاي بيرنج، مهندس يعمل تحت قيادة العقيد هوارد فايس، بتطهير مداخل أهرامات ساحورع ونفر إر كارع وني اوسر رع. بعد خمس سنوات، كارل ريتشارد ليبسيوس، برعاية الملك فريدريك ويليام الرابع اكتشف مقبرة أبو صير وفهرستها هرم نيوسير كـ "XX". من 1902 إلى 1908، لودفيج بورشاردت، الذي عمل في دويتشه أورينت جيزيلشافت أو الجمعية الألمانية الشرقية، أعاد مسح أهرامات أبوصير وتم حفر المعابد المجاورة لها وجسورها. كانت رحلة بورشاردت هي أول رحلة استكشافية كبرى وفريدة من نوعها تم إجراؤها في مقبرة أبو صير، وساهمت بشكل كبير في التحقيق الأثري في الموقع. تم نشرت نتائجه في هرم ني أوسر رع، الذي حفره بين يناير 1902 وأبريل 1904، في «نصب قبر الملك ني أوسر رع» (1907). كان لدى المعهد التشيكي لعلم المصريات مشروع تنقيب طويل الأمد في أبو صير منذ الستينيات.

## مجمع الهرم

### التخطيط

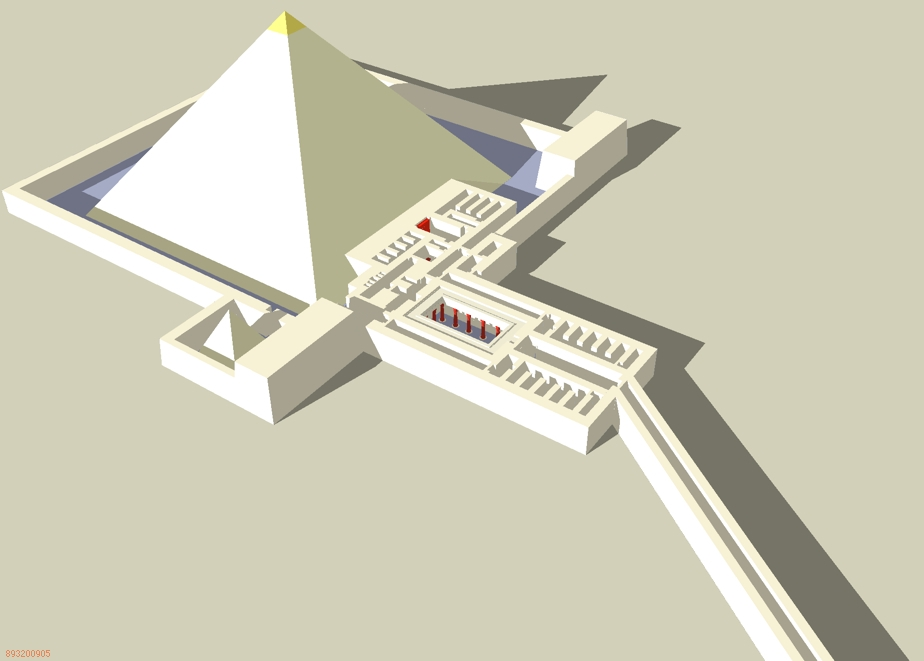
إعادة بناء رقمية لمجمع هرم ني أوسر رع: الهرم الرئيسي ، معبد جنائزي ، هرم العبادة، وجزء من طريق الجسر

في المملكة القديمة تتكون المجمعات الجنائزية عادة من خمسة مكونات رئيسية: (1) معبد الوادي. (2) طريق. (3) معبد جنائزي. (4) هرم العبادة. و (5) الهرم الرئيسي. يحتوي نصب ني أوسر رع على كل هذه العناصر. هرمها الرئيسي مبني من سبع درجات من الحجر الجيري، مع هرم عبادة يقع بالقرب من ركنه الجنوبي الشرقي ومعبد جنائزي غير عادي على شكل حرف L متاخم لوجهه الشرقي. تم تصميم معبد الوادي والجسر في الأصل لنصب نفر إر كارع، لكن تم اختياره بواسطة ني أوسر رع.

### الهرم الرئيسي

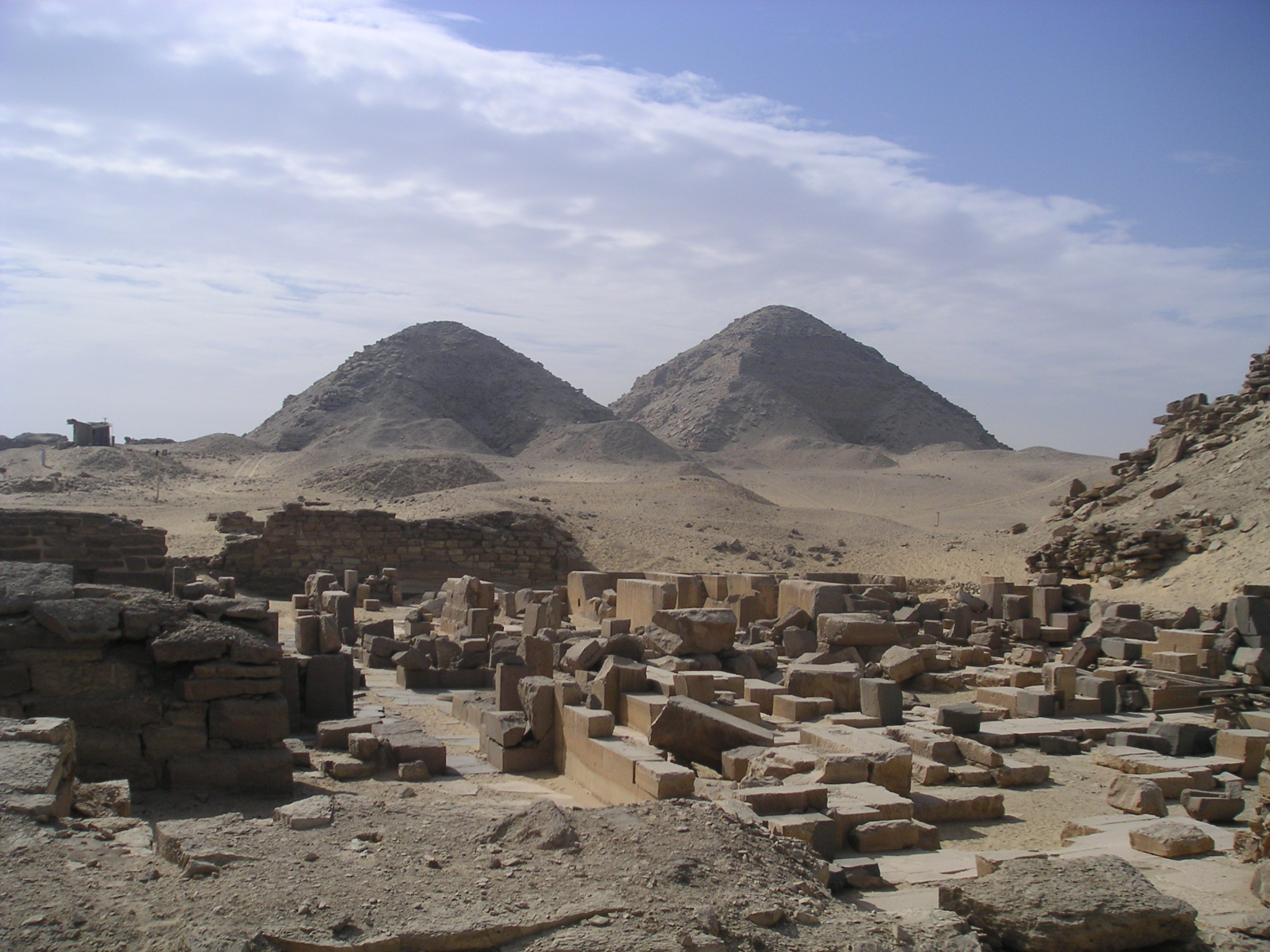
الوجوه الشمالية والشرقية لهرم ني أوسر رع (يسار) وهرم نفر إر كارع (يمين)

على الرغم من حكم ني أوسر رع لنحو ثلاثين عامًا، إلا أن هرمه  أصغر من هرم نفر إر كارع ويمكن مقارنته في الحجم بسحرور  نظرًا للتكلفة التي تتحملها عائلته، فقد كلف هرمه بالاستلقاء في المساحة الخالية الوحيدة المتاحة غير الموجودة في الصحراء. لذلك، يتم وضعه مقابل الجدار الشمالي للمعبد الجنائزي لنفر إر كارع والأرض في الشمال تنحدر بشكل حاد نحو نصب ساحورع التذكاري.  تم تطويقه من قبل مجموعة من المصطبة إلى الشرق التي تم بناؤها في عهد ساحورع. ربما تكون هذه المجموعة من العوامل قد حدت من حجم هرم ني أوسر رع.
يتكون الهرم من سبع درجات صاعدة ترتكز على حجر الزاوية. كان هذا مُغطى بحجر جيري أبيض ناعم من طرة الذي جاء على الأرجح من محاجر الحجر الجيري غرب قرية أبو صير، مما يمنحه مظهرًا ناعمًا. عند اكتماله، كان طول قاعدته 78.9 متر (259 قدم؛ 150.6 متر مكعب) منحدرًا إلى الداخل عند حوالي 52 درجة تقريبًا مما أدى إلى ارتفاع قمة يبلغ حوالي 52 متر (171 قدم؛ 99 متر مكعب) وإجمالي حجم حوالي 113000 م 3 (148000 مكعب ياردة).
تم بناء هرم ني أوسر رع، كما هو الحال مع كل من أهرامات أبو صير، بطريقة مختلفة تمامًا عن تلك الموجودة في السلالات السابقة. تم تأطير وجوهها الخارجية باستخدام إطارات كبيرة - في هرم نفر ف رع غير المكتمل، احتوت الخطوة المفردة على كتل تصل إلى 5 أمتار (16 قدم) في 5.5 متر (18 قدم) في 1 متر (3.3 قدم) كبيرة - كتل من الحجر الجيري الرمادي الملبس تقريبًا ومتماسكة جيدًا بملاط. كانت الحجرات الداخلية مؤطرة بالمثل، ولكن باستخدام كتل أصغر بكثير. ثم تم تعبئة قلب الهرم، بين الإطارين، بحشو الركام من رقائق الحجر الجيري، وشظايا الفخار، والرمل، بملاط الطين. هذه الطريقة، في حين أن الوقت واستهلاك الموارد أقل، كان مهملاً وغير مستقر، وكان يعني أن الغلاف الخارجي فقط تم إنشاؤه باستخدام الحجر الجيري عالي الجودة.
تعرضت الغرف والمعابد الجنائزية لأهرامات أبو صير للنهب أثناء الاضطرابات التي حدثت في الفترة الانتقالية الأولى، بينما تم تفكيك الأهرامات نفسها خلال عصر الدولة الحديثة. بمجرد إزالة غلاف الحجر الجيري للهرم - لإعادة استخدامه في إنتاج الجير - تعرض اللب لمزيد من الدمار البشري والتآكل الطبيعي مما جعله مدمرًا وخاليًا من الشكل التل. خضع نصب ني أوسر رع التذكاري لنهب حجري كبير خلال المملكة الحديثة، خلال الفترة المتأخرة بين الأسرتين السادسة والعشرين والسابعة والعشرين، ومرة أخرى خلال العصر الروماني.
الهرم محاط بأفنية مفتوحة مرصوفة بكتل من الحجر الجيري بسمك 0.4 م (1.3 قدم)، بينما يمكن أن يصل سمك طبقات الطوب إلى 0.6 م (2.0 قدم). بشكل غير عادي، الجناح الجنوبي لـ الفناء أضيق بكثير من الجناح الشمالي. كان ارتفاع جدار فناء الهرم حوالي 7.35 م (24 قدم؛ 14 قدم مكعب).

### البنية التحتية

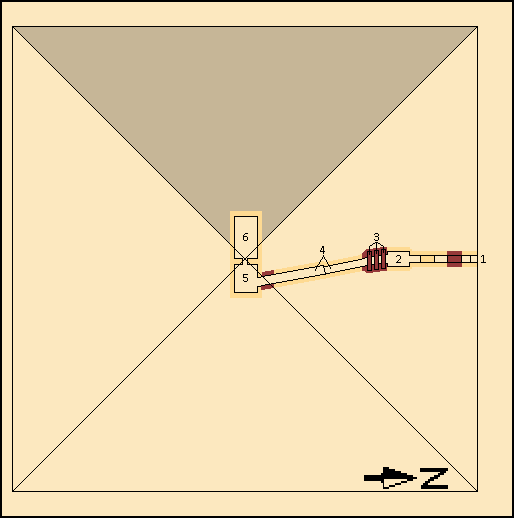
تخطيط البنية التحتية لني أوسر رع. بالترتيب: (1) الدخول المواجه للشمال ؛ (2) الدهليز. (3) أبواب منزلقة من الجرانيت الوردي؛ (4) ممر؛ (5) غرفة الانتظار ؛ (6) حجرة الدفن. الجرانيت مقدم باللون الأحمر، والحجر الجيري باللون البرتقالي.

تحاكي البنية التحتية للهرم التصميم الأساسي الذي اعتمده ملوك الأسرة الخامسة الأوائل.  يتم الوصول إليها من خلال ممر منحدر من الشمال إلى الجنوب يقع مدخله على الوجه الشمالي الهرم.   كان الممر مبطنًا بحجر جيري أبيض ناعم، مقوى بالجرانيت الوردي من كلا الطرفين ويتبع مسارًا غير منتظم .  إنه يميل إلى الدهليز، حيث كان اثنان أو ثلاثة كتل جرانيتية كبيرة تعمل بمثابة باب منزلق تسد الممر عند إنزالها.   بعد ذلك مباشرة، ينحرف الممر إلى الشرق وينخفض بنحو 5 درجات.  ثم ينتهي عند غرفة الانتظار - المتصلة بـ غرفة الدفن - أسفل قمة الهرم مباشرةً تقريبًا.   إن الأضرار التي لحقت بالبنية الداخلية بسبب لصوص الحجارة تجعل عملية إعادة البناء دقيقة من هندسته المعمارية قريبة من المستحيل.  
تم حفر غرف الدفن والمقدمة وممر الوصول بدلاً من تشييدها من خلال نفق. تم تشكيل سقف الغرف من ثلاث طبقات جملون د من عوارض من الحجر الجيري،  والتي تعمل على تشتيت الوزن من البنية الفوقية على جانبي الممر لمنع الانهيار.  كان حجم كل حجر في هذا الهيكل حوالي 40 م3 (1,400 قدم3) في الحجم - بمتوسط 9 م (30 قدم) طولًا، 2.5 م (8.2 قدم) سمكًا، و 1.75 م (5.7 قدم) عرضًا - ووزنه 90 طن (99 طنا قصيرة).  بين كل طبقة من الكتل، تم استخدام شظايا الحجر الجيري لإنشاء تعبئة مما ساعد على تحريك وزن الهيكل فوقه، خاصة في حالة الزلازل. كانت هذه هي الطريقة المثلى لبناء الأسقف في ذلك الوقت.  نهب لصوص الحجارة الغرف الموجودة تحت الأرض في الكثير من الحجر الجيري عالي الجودة مما أدى إلى إضعاف الهيكل بشكل كبير وجعله خطير للدخول.  لم يتمكن بورشاردت من العثور على أي أجزاء من الزخرفة الداخلية أو التابوت أو معدات الدفن الأخرى في الغرف المليئة بالحطام في البنية التحتية، والتي كان معظمها أصبحت غير قابلة للوصول بواسطة الأنقاض.  تم إدخال أهرامات أبو صير للمرة الأخيرة في نهاية الستينيات من قبل فيتو ماراجيو وسيليست رينالدي الذين رفضوا التحدث أثناء قيامهم بعملهم هناك خوفًا من أن الاهتزازات قد تتسبب في حدوث انهيار. 

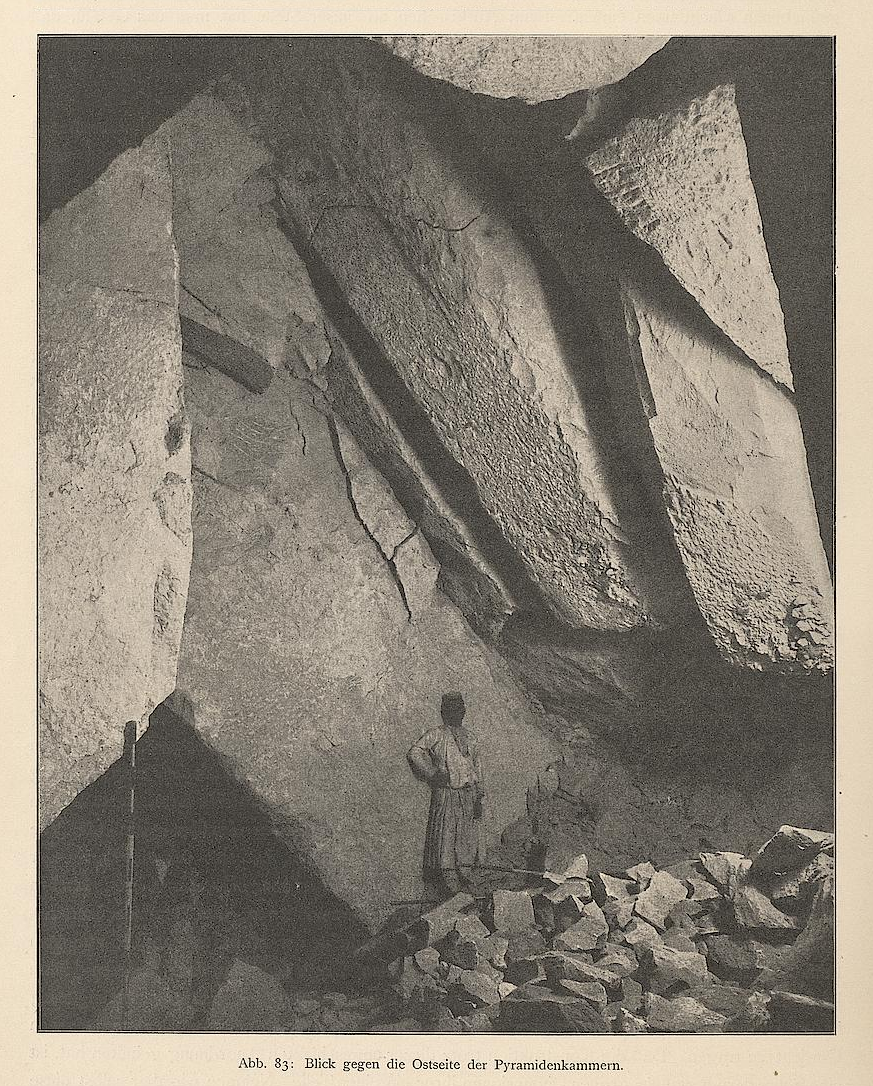
كتل كبيرة من الحجر الجيري في السقف ، مقارنة بعامل
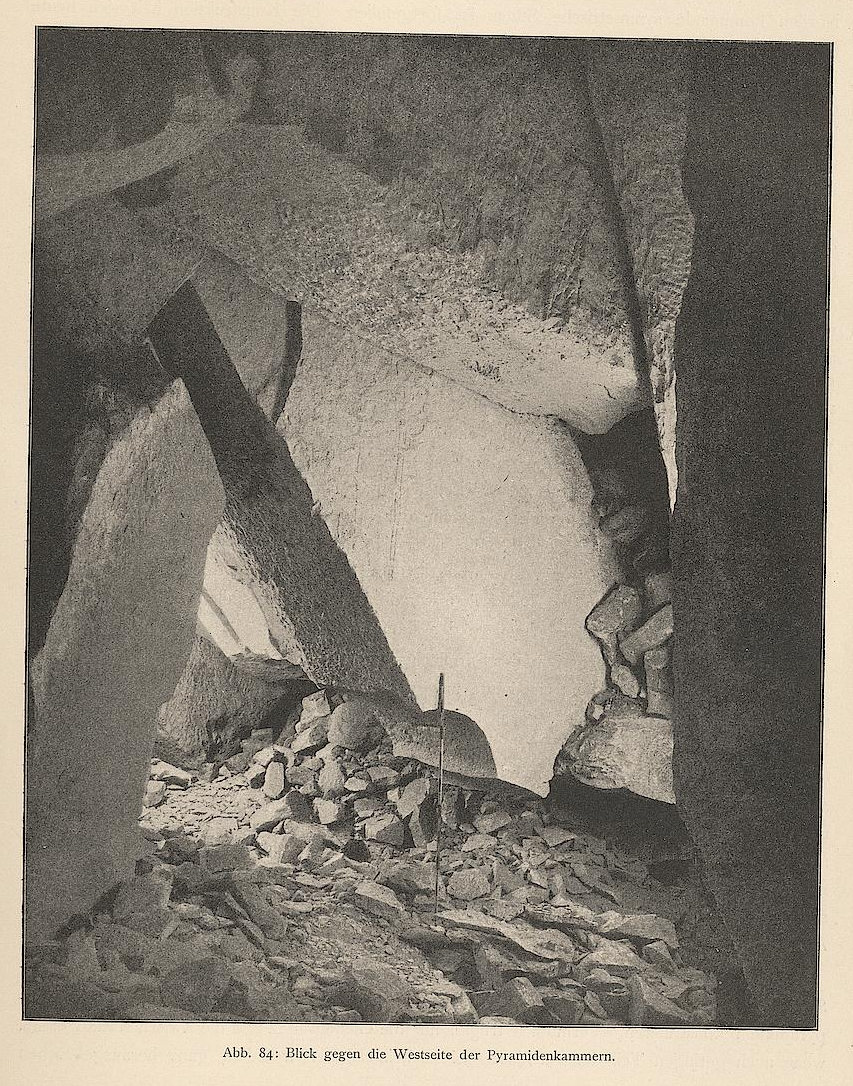
تملأ الأنقاض الجزء الداخلي من البنية التحتية للهرم

### معبد الوادي

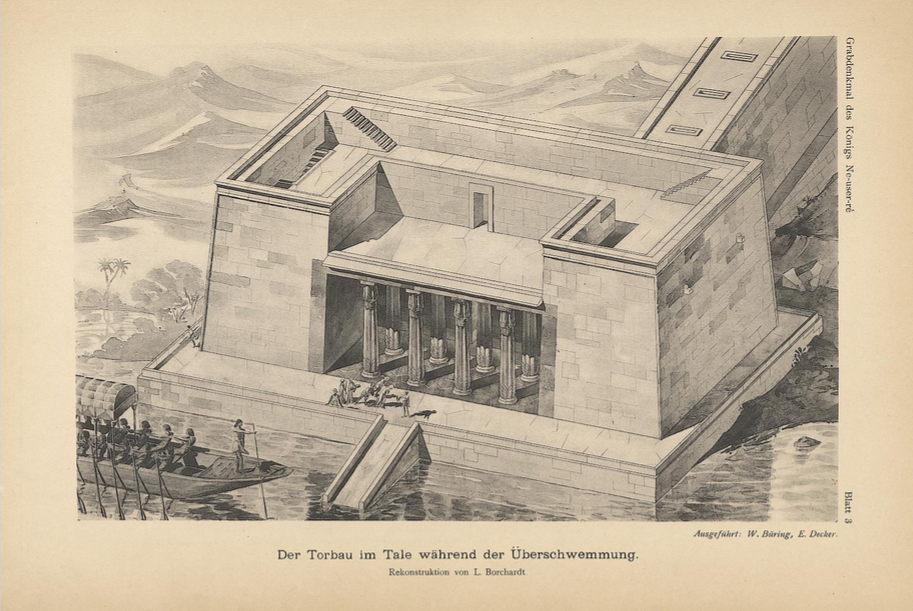
رسم معبد الوادي بواسطة W. Büring و E.Dker ، مقدم كما ظهر في مصر القديمة

استحوذ ني أوسر رع على معبد الوادي والجسر الذي كان قيد الإنشاء من أجل نصب نفر إر كارع.  على الرغم من أن أعمدة ني أوسر رع تتناقض مع ساحورع في أنها تمثل سيقان ورق البردي بدلاً من أشجار النخيل.  كان المدخل الرئيسي على الرواق الذي يحتوي على اثنين أعمدة من أربعة أعمدة من الجرانيت الوردي.    المدخل الثاني، الموجود في الغرب،  يمكن الوصول إليه عبر سلم الهبوط على رواق مرصوف من الحجر الجيري مزين بأربعة أعمدة من الجرانيت.   تم تشكيل كل منها لتشبه بردية ذات ستة جذوع وتجويف أسماء وألقاب الملك بالإضافة إلى صور وادجيت ونخبيت. 

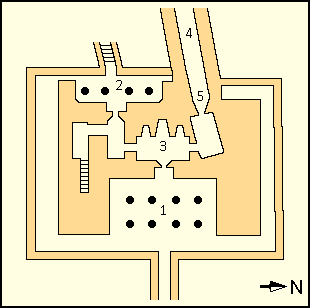
تخطيط معبد وادي ني أوسر رع. بالترتيب: (1) مدخل رئيسي ؛ (2) محكمة دخول ثانوية ؛ (3) غرفة بها ثلاثة محاريب ؛ (4) جسر به (5) أشكال من الحجر الجيري لأعداء أسرى.

كان المعبد مرصوفًا بـ البازلت الأسود، وكان له جدران مصنوعة من الحجر الجيري طرة مع الجرانيت الأحمر المزخرف البارز دادو.   غرفتها المركزية - التي تحتوي على ثلاثة من الجرانيت الأحمر مغطاة منافذ، واحدة كبيرة واثنتان صغيرتان، في جدارها الغربي، والتي ربما كانت تماثيل الملك - لها أهمية دينية كبيرة.   تحتوي غرفتان جانبيتان على حجر البازلت الأسود، والغرفة الواقعة في أقصى الجنوب تحتوي على سلم يؤدي إلى شرفة السطح. تم الحفاظ على القليل من بقايا النقوش الجدارية، مثل تلك التي تصور مذابح أعداء مصر. تم وضع عدد من التماثيل في المعبد، مثل تمثال الملكة ربتي نوب وأحد أسد الجرانيت الوردي.  كانت الغرف التي تسبق الجسر مائلة بزاوية لمقابلتها، يبدو أن  وشخصيات الحجر الجيري لأسرى العدو قد وقفت عند مخرج المعبد عند قاعدة الجسر. 
في عام 2009، أعادت البعثة الأثرية التشيكية زيارة معبد وادي ني أوسر رع والجسر لإجراء عمليات حفر تجريبية في الموقعين.  32 م (105 قدم) جنوب معبد الوادي، تم حفر جدار موجه من الشمال إلى الجنوب. تم بناء الجدار من الحجر الجيري الأبيض والملاط مع الهاون الوردي.  تم العثور على الوجه الشرقي للجدار مائلًا بحوالي 81 درجة.  تم العثور على مؤشرات لنشاط لص الحجارة في القسم الجنوبي من الجدار المكتشف.  مجموعة من العوامل، بما في ذلك الشكل والإتقان والارتفاع، تشير إلى أن الجدار المحفور هو جزء من جسر ميناء معبد الوادي. بناءً على بعثات بورشاردت بالإضافة إلى النتائج التي توصلوا إليها عام 2009، يقدر عالم المصريات يارومير كريجي أن المرفأ كان على الأقل 79 م (259 قدم) ، مع طول محتمل حوالي 121 متر (397 قدم)، وعرض لا يقل عن 32 م (105 قدم). 

### الجسر

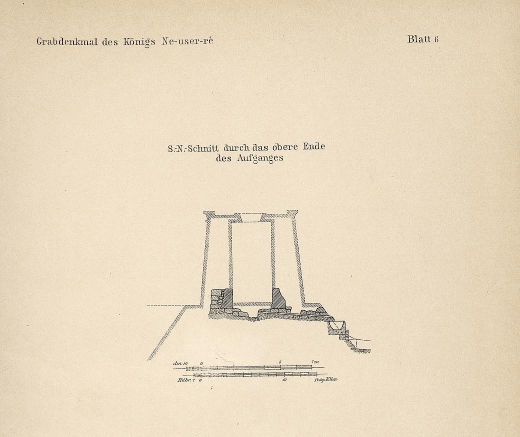
رسم مقطعي لجسر هرم ني أوسر رع بواسطة لودفيج بورشاردت

تم وضع أساس الجسر على بعد حوالي ثلثي الطريق من معبد الوادي إلى المعبد الجنائزي عندما مات نفر إر كارع.  عندما استولى ني أوسر رع على الموقع، قام بتحويله من وجهتها الأصلية إلى وجهتها الجديدة.  نتيجة لذلك، ينتقل الجسر الطويل 368 م (1,207 قدم) في اتجاه واحد لـ أكثر من نصف طوله ينحني بعيدًا إلى وجهته المتبقية.    كان تشييد المبنى معقدًا لأنه على طوله كان عليه التغلب على اختلاف في ارتفاع 28 م (92 قدم) والتفاوض على التضاريس غير المستوية.  أعطى فرق الارتفاع هذا للهيكل منحدرًا قدره 4 ° 30،  وتطلب أن يتم بناء الجزء الأخير منه بقاعدة عالية.  أعيد استخدام أقسام من هذه القاعدة في الأسرة الثانية عشر لبناء مقابر r الكهنة الذين خدموا العبادة الجنائزية لني أوسر رع. 
كان بورشاردت قادرًا على فحص الجسر عند نهايته وفي نقطة شرق منعطفه مباشرةً، ولكن نظرًا للتكاليف المتوقعة، اختار  عدم حفره بالكامل .  تم إجراء الحفر التجريبي للبعثة الأثرية التشيكية لعام 2009 في نقطة 150 م (490 قدم) غرب معبد الوادي، و 30 م (98 قدم) من المكان الذي أجرى فيه بورشاردت أعمال التنقيب.  تم تحديد الجسر بعرض 7.77 م (25.5 قدم)، مع جدران بسمك 2.2 م (7.2 قدم) مصنوعة من لبّ أصفر أصفر مغطى بحجر جيري أبيض مع ملاط من الطين.   وجد بورشاردت أن جدرانه الداخلية متوازية رأسياً، بينما الجدران الخارجية انحدرت بزاوية 75.5 درجة.  كان للجسر جسر ذو قلب مصنوع من كتل الحجر الجيري ذات الطبقات الأفقية باللونين الأصفر والرمادي والتي تم ربطها بشكل أساسي مع ملاط رمادي ولكن أيضًا في أجزاء من الملاط الوردي. تم تغليف قلب السد بكتل من الحجر الجيري الأبيض الناعم مائلة عند 55 درجة وربطت معًا باستخدام ملاط الجير. على الرغم من حفر الجسر إلى عمق 10 م (33 قدم) أسفل تاج الطريق، وكشف عن 12 طبقة من الغلاف إجمالاً، يعتقد كريجسي أن قاعدة المبنى أعمق بحوالي 3 أمتار (9.8 قدم). بناءً على نتائج التنقيب، خلص كريجسي إلى أن المبنى يجب أن يكون له قاعدة لا يقل عرضها عن 21 متر (69 قدم).  كانت النتيجة الرئيسية للحفر أن الجسور «تمثل إنشاءات ضخمة ضخمة».  على الرغم من الجهود، فشل الفريق في الكشف عن أي أجزاء إغاثة. 
كانت الجدران الداخلية للجسر مبطنة عند القاعدة بالبازلت الأسود، فوقها كانت مبطنة بالحجر الجيري من طرة ومزينة بنقوش بارزة.    كان له سقف مطلي باللون الأزرق مع عدد لا يحصى من النجوم الذهبية التي تثير سماء الليل.   تم الحفاظ على تمثال كبير بارز من الجسر. وهو يصور سبعة تماثيل لأبي الهول الملكية تثبت أعداء الملك تحت أقدامهم.  

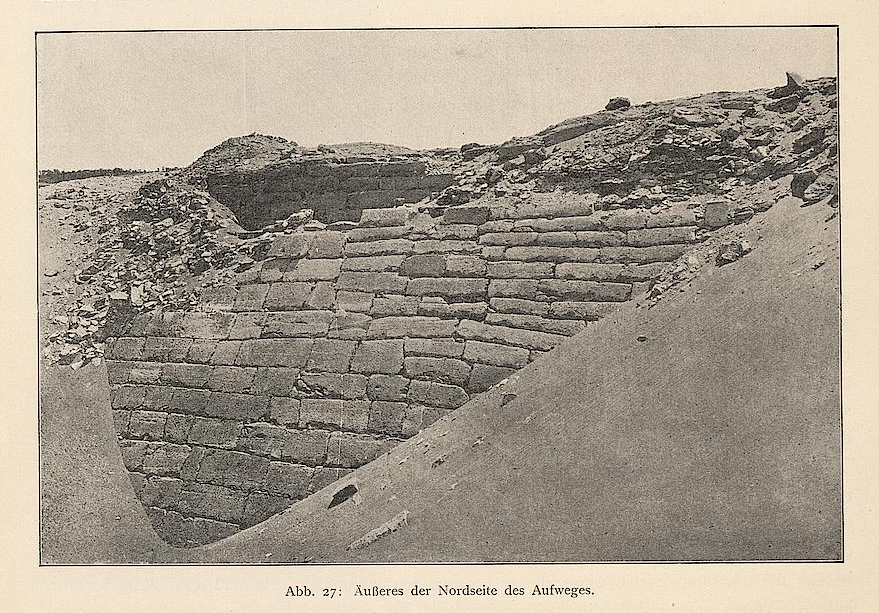
سد الجسر ، بعد حفريات لودفيج بورشاردت
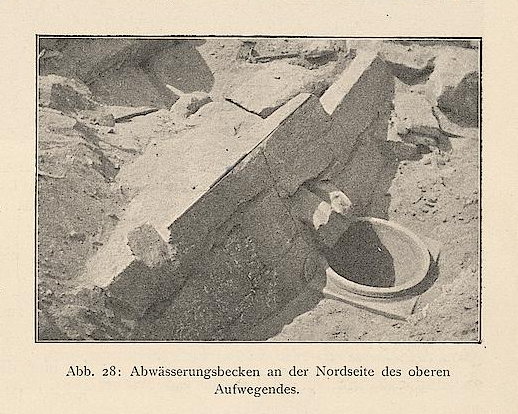
تم العثور على حوض تصريف المياه في الطرف العلوي للجسر
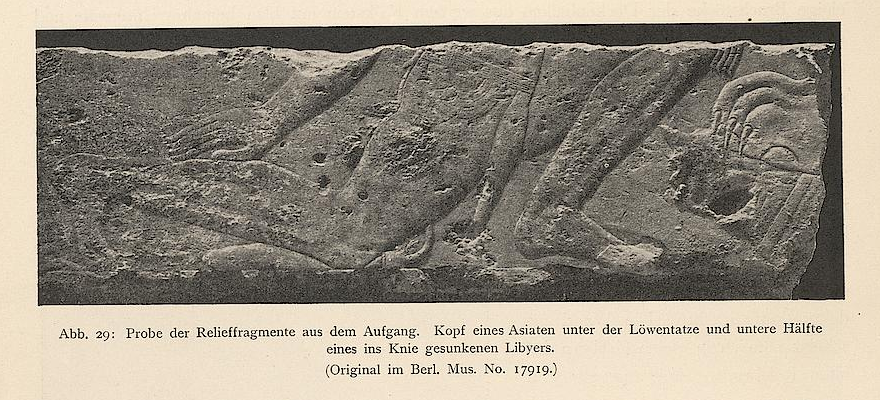
نقش بارز لجزء من الجسر ، يصور رأس العدو مثبتًا تحت كف أسد

### المعبد الجنائزي

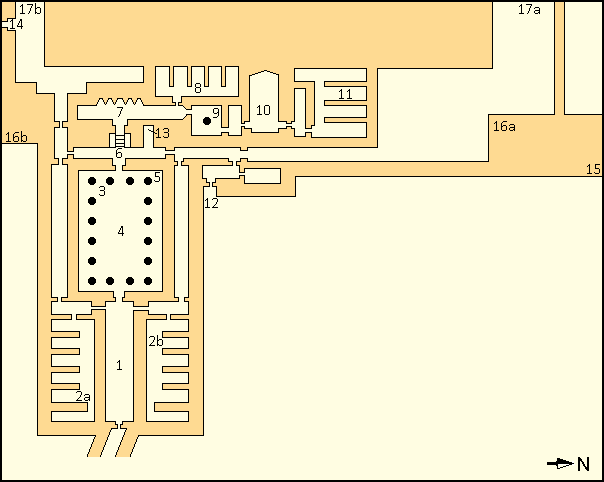
تخطيط المعبد الجنائزي. بالترتيب: (1) صالة المدخل و (2 أ و ب) غرف التخزين ؛ (3) فناء ذو أعمدة مع (4) حوض من الحجر الرملي ، (5) ومذبح. (6) ممر عرضي. (7) مصلى به (8) غرف تخزين ؛ (9) "غرفة انتظار مربعة" ؛ (10) صالة تقدم بها (11) غرفة تخزين. (12) مدخل بديل. (13) إسكان تمثال أسد من الجرانيت الوردي ؛ (14) ممر لهرم العبادة. (15) منصة مربعة. (16 A و B) الصرح النماذج الأولية ؛ و (17 A و B) فناء الهرم الرئيسي.

يختلف التصميم الأساسي لمعبد نيوسير الجنائزي عن التصميمات الأخرى التي بنيت في الأسرة الخامسة والأسرة السادسة. يصف فيرنر تخطيط المعبد الجنائزي النموذجي للفترة على أنه يشبه الحرف "T" ويتناقض مع التخطيط المصمم على شكل حرف "L" من تصميم ني أوسر رع.  كان هذا التغيير نتيجة من وجود المصاطب التي بنيت في عهد ساحورع إلى الشرق.   على الرغم من هذا الاختلاف الجمالي، احتفظ المعبد بكل شيء من العناصر الأساسية التي أنشأها المعبد الجنائزي ساحورع وأدرجت ميزات جديدة بشكل متزامن. 
تميل نقطة الدخول الأولية إلى المعبد باتجاه الجنوب الشرقي.  ويتبع ذلك قاعة مدخل طويلة محاطة من الشمال والجنوب بمجموعات من خمسة غرف التخزين  التي شكلت الجزء الأكبر من مساحة التخزين في المعبد.  كانت قاعة المدخل في الأصل مقببة، وكانت سوداء رصف البازلت والجدران من الحجر الجيري المغطاة بالنقوش مع الجرانيت الأحمر دادو على الجدران الجانبية.  غالبًا ما تُعرض أجزاء من نقوش الجدار من المعبد في المتاحف الألمانية.  على سبيل المثال، تم عرض إغاثة معقدة من جدار المعبد تتعلق بمشهد من غرفة العرش في متحف برلين المصري.   في الأسرة الخامسة والعشرون، كان الحاكم طهارقة له نقوش من مختلف مور المملكة القديمة المعابد الحجرية، وخاصة تلك التي في ني أوسر رع وساحورع وبيبي الثاني، أعيد إنتاجها لاستخدامها في ترميم معبد الكوة في النوبة. 
تنتهي القاعة في فناء مرصوف بالبازلت الأسود ممشى مسقوف مدعوم بستة عشر عمودًا من الجرانيت الوردي من البردي بستة جذوع.   تم تصميم الفناء لإيصال صورة بستان ورق البردي في المستنقعات؛ مكان يرمز إلى التجديد عند قدماء المصريين. لاستحضار هذه الصورة، تم تزيين قواعد الأعمدة، على سبيل المثال، بنقوش بارزة متموجة مما أدى إلى وهم نبات البردي الذي ينمو في الماء. تم تزيين الأجزاء الوسطى من الأعمدة بنقوش مختلفة توضح بالتفصيل مواد مثل اسم الملك وألقاب حماية الفناء من قبل الآلهة وادجيت ونخبت.  دعمت هذه الأعمدة عربة الإسعاف الفناء.  تم تزيين سقف الإسعاف بنجوم تمثل سماء الليل في العالم السفلي. في وسط الفناء كان هناك حوض صغير من الحجر الرملي لجمع مياه الأمطار، وكان مذبح مرمر عالي الزخرفة يقع في الركن الشمالي الغربي من الفناء. يؤدي المخرج الغربي للفناء إلى الممر العرضي (شمال - جنوب). 

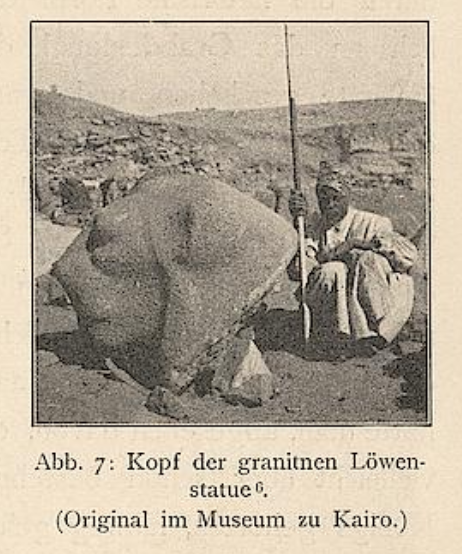
رأس أسد من الجرانيت الوردي حارس المعبد الداخلي
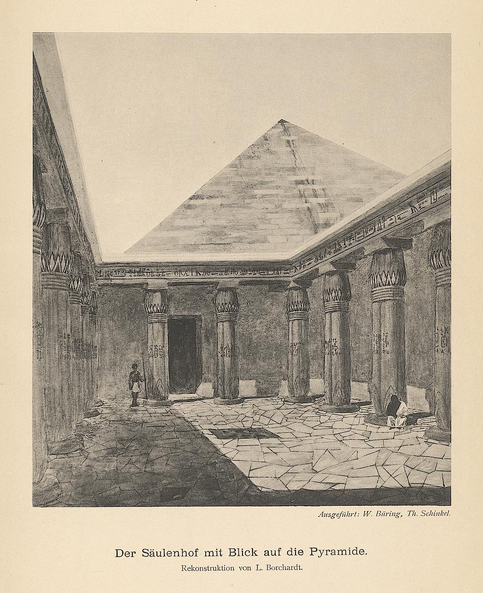
رسم المعبد الجنائزي والهرم ، بقلم دبليو بورينج وت. شينكل ، كما ظهر في الألفية الثالثة قبل الميلاد
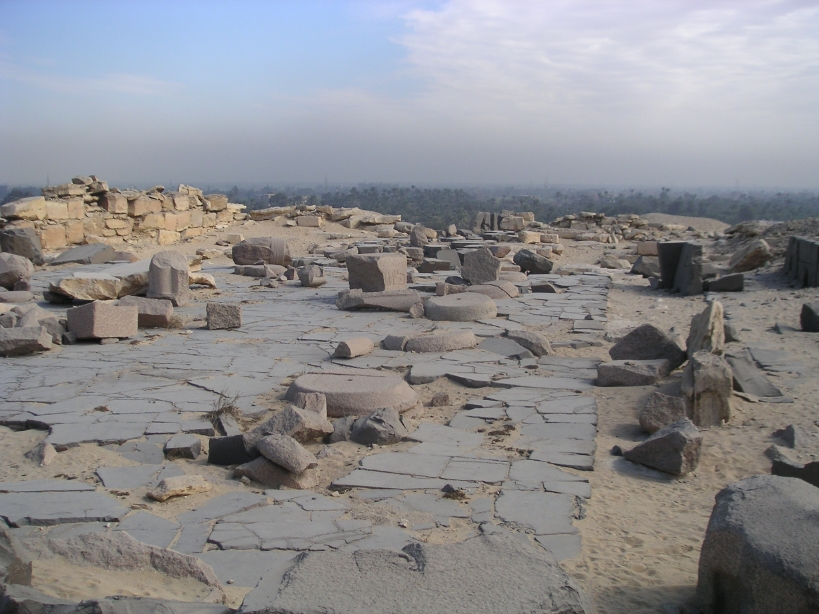
الفناء المفتوح الفناء ذو الأعمدة لمعبد نيوسير الجنائزي
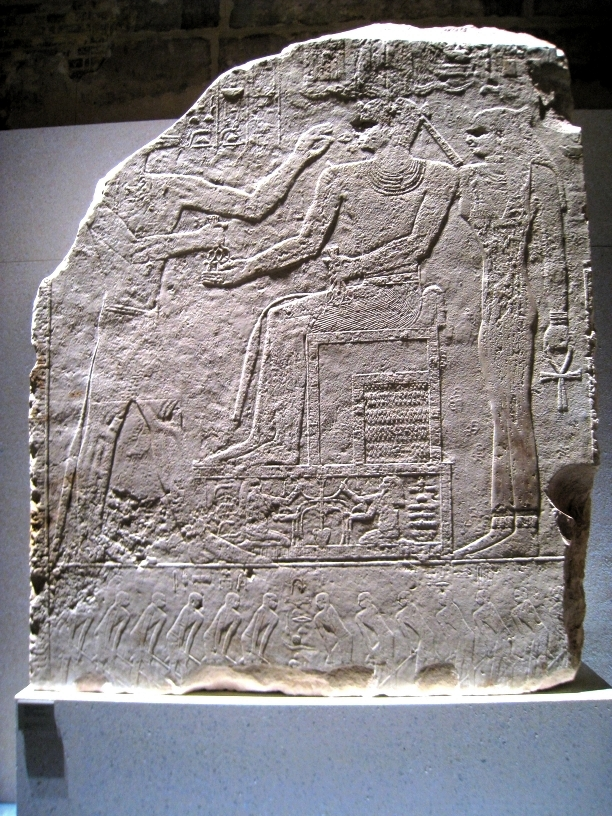
نقش بارز من المعبد الجنائزي ، يصور أنوبيس يعرض حزمة من "عنخ" لنيوسير جالسًا على العرش ، بينما حتحور ، تحمل "عنخ" الخاصة بها ، خلفه

من الممر العرضي، يتخذ المعبد اتجاهًا شماليًا: نتيجة الشكل L. في الركن الشمالي الغربي من الممر العرضي الذي يفصل بين الأجزاء العامة، الخارجية، والحميمية، والداخلية، يوجد مكان عميق يشغله تمثال كبير من الجرانيت الوردي لأسد خدم رمزياً لحماية خصوصية الملك.  وراء الممر العرضي يوجد مصلى صغير، نزح جنوبًا ، نتيجة أخرى لشكل المعبد.  لقد تضرر من أشر إلى أنه لا يمكن إجراء إعادة بناء دقيقة ، ولكن من المعروف أن المصلى احتوى على خمسة محاريب للتمثال.  كان متصل بالمصلى مجموعة أخرى من غرف التخزين.  شمال المصلى يوجد "غرفة انتظار مربعة" –  سمى بذلك المهندس المعماري جان فيليب لاور في إشارة إلى شكلها المربع المزين  –  بنقوش مختلفة وأرضية مرتفعة وعمود مركزي.   هذه الغرفة هي إحدى ميزتين جديدتين تم تقديمهما في تصميم المعبد ، مع تحول هذه الميزة الخاصة إلى عنصر دائم في تخطيط المعابد الجنائزية المستقبلية  حتى عهد سنوسرت الأول.  تم تتبع السوابق السابقة لـ  غرفة انتظار مربعة  إلى المعابد الجنائزية ساحورع ونفر إر كارع ونفر ف رع.   يتم دخولها من خلال الجدار الشمالي للمكانة الخمسة المصلى الصغير التي ، باستثناء الهرم الذي ينتمي إلى ستبحور،  هي الغرفة الوحيدة من هذا القبيل ليتم إدخالها من هذا الجانب.  تم صنع الأرضية وقاعدة العمود من الحجر الجيري ، وتم رفع الأرضية بمقدار 1 ذراع (0.52 م؛ 1.7 قدم) ، لكن t لم يتم حفظ العمود المركزي. تم قياس مساحة الغرفة 10 ذراع (5.2 م؛ 17 قدم) ، وأصبح هذا الحجم هو المعيار لمعظم "غرفة انتظار مربعة" في الأسرتين الخامسة والسادسة. في الركن الشمالي الغربي من الغرفة ، عثر بورشاردت على جزء من تمثال من الحجر الجيري تم تثبيته على الأرض باستخدام ملاط.  عثر بورشاردت أيضًا على عدة أجزاء من الزخارف البارزة في مكان قريب التي قد تكون نشأت في الغرفة. تصور هذه الأجزاء آلهة مجسمة برؤوس حيوانات بما في ذلك سوبك وحورس وثلاثة آلهة ، أحدهم كان له رأس بشري يمتلك "صولجان واس" و " رمز غنخ.

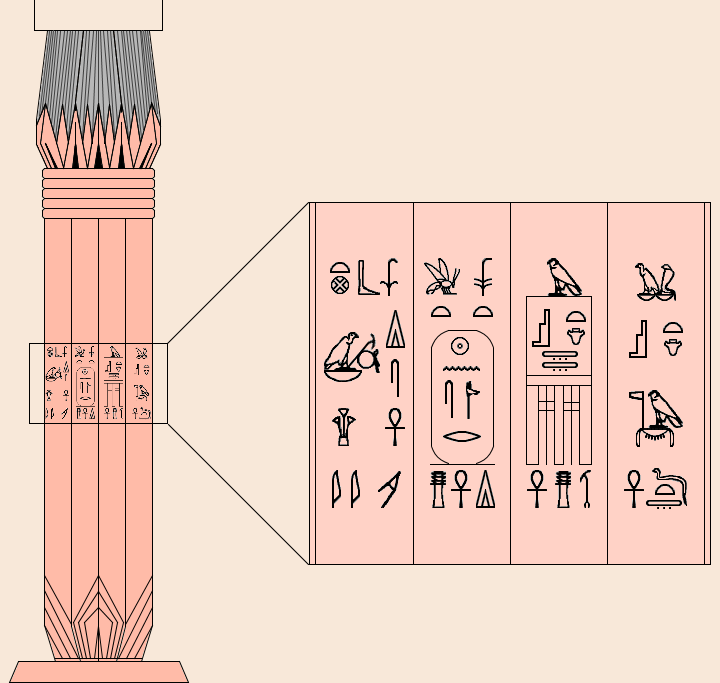
تصوير لجرانيت وردي عمود من ورق البردي مأخوذ من المعبد الجنائزي لـ Nyuserre Ini. إنه يحمل أربعة أعمدة من نص الهيروغليفية. تقرأ الأعمدة من اليسار إلى اليمين:
(1) حبيب نخبت ، منح الحياة والصحة
(2) امنح الحياة الدائمة لنيوسير ، ملك مصر العليا والسفلى
اسم حورس وتعني «أفضل الأرضين». }
(4) المفضلة لدى سيدتان و نخبيت و وادجيتاسم نبتي إلى "The favour of the Two Ladies". Bik-Nebu-Netjeri ' 'is Nyuserre's اسم حورس الذهبي يعني «الصقر الذهبي الإلهي». أتمنى أن يعيش إلى الأبد

يعرض المعبد الجنائزي اثنين من الابتكارات الهامة الأخرى.  يمكن العثور على تعديل معماري واحد مدمج في تصميم المعبد وكان له تأثير ملحوظ على العمارة المصرية القديمة. أقيمت مبانٍ طويلة على شكل برج مع منحدرات طفيفة في الزوايا الشمالية والجنوبية الشرقية للمعبد. شكلت قمم هذه الأبراج شرفة مسطحة تعلوها كورنيش مقعر يمكن الوصول إليه عبر درج.   يشير فيرنر إلى هذه الأبراج على أنها «النموذج الأولي لـ الأبراج» التي أصبحت من السمات الأساسية للمعابد والقصور المصرية القديمة في وقت لاحق.  الإضافة الثانية أكثر تعقيدًا ولا يزال غير مفسر. في الركن الشمالي الشرقي من المعبد ، المجاور للجدار ، اكتشف بورشاردت منصة مربعة ذات جوانب حوالي 10 م (33 قدم) في الطول.  أعمال التنقيب التي قام بها فريق تشيكي في مصطبة بتاحبسيس '، وزير الفرعون ورئيس جميع الأعمال الملكية ،   جرانيتًا ورديًا كبيرًا هرم، مأخوذ من مسلة ، يستريح بجوار منصة مربعة مماثلة في الركن الجنوبي الغربي.  يقترح فيرنر عدة فرضيات لغرض المنصة المربعة في المعبد الجنائزي لنيوزير: (1) ربما احتلت المنصة المربعة ذات مرة هرم مماثل. الأدلة التي تدعم هذا التخمين هي مسلة كبيرة من الجرانيت تم العثور عليها في مجمع الهرم - كانت المسلات هي النقاط الوسطى المعمارية لمعابد الشمس ، ولكنها غير موجودة في المعابد الجنائزية ، مما يجعل هذا الاكتشاف فريدًا من نوعه  - وكتل حجرية تحتوي على نقش «ميدان التضحية في ساحورع».   (2) يمكن أن تكون الكتل إما بقايا مواد البناء المستخدمة في معبد شمس ساحورع ، أو مأخوذة من معبد الشمس نفسه. أدى هذا إلى تخمين (3) أن معبد الشمس قد يكون بالقرب من مجمع نيزوير و / أو (4) أن نيوسير ربما قام بتفكيك أو اغتصاب معبد الشمس لنفسه. 

### هرم العبادة

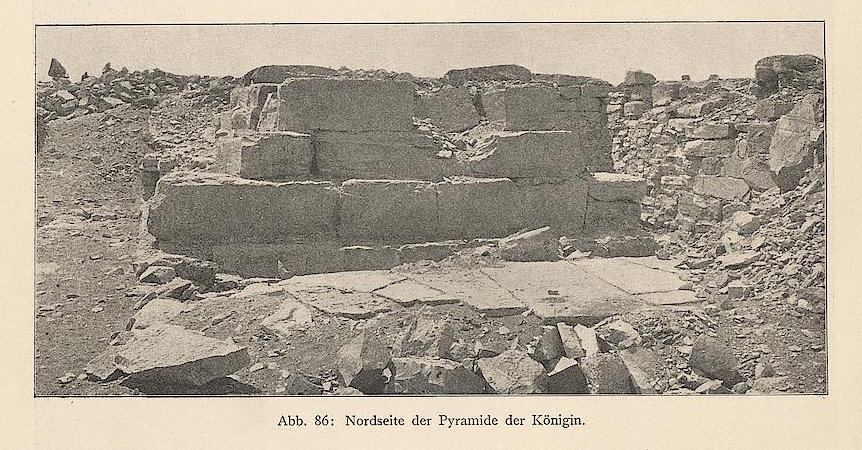
بقايا هرم عبادة ني أوسر رع ، الذي وصفه بورشاردت خطأً بأنه "هرم الملكة"

أرجع بورشاردت بشكل خاطئ الهيكل الموجود في الزاوية الجنوبية الشرقية للمجمع إلى قرينة ني أوسر رع ؛ كان ، في الواقع ، هرم العبادة.  للهرم غلافه الخاص ويحمل البنية التحتية القياسية للممر والحجرات على شكل حرف T.  كان طول القاعدة تقريبًا 15.5 متر (51 قدم ؛ 29.6 متر مكعب) وذروة ارتفاع تبلغ 10.5 مترًا (34 قدم ؛ 20.0 متر مكعب). 
تم بناء الغرفة المفردة للهرم عن طريق حفر حفرة في الأرض. كانت جدران الغرفة مصنوعة من الحجر الجيري الأصفر وربطت بالملاط. تم قطع المدخل المؤدي إلى الغرفة بزاوية مائلة ، وجزءًا من الراحة في البناء وغرق جزئيًا في الأرض. تم الحفاظ على القليل جدًا من الهيكل الداخلي ، ولم يتم الاحتفاظ بالقرب من أي غلاف من الحجر الجيري الأبيض للغرفة ، باستثناء كتلة واحدة وجدت في الركن الجنوبي الغربي من الغرفة. 
لا يزال الغرض من هرم العبادة غير واضح. كانت تحتوي على حجرة دفن لكنها لم تستخدم للدفن ، وبدلاً من ذلك يبدو أنها كانت بنية رمزية بحتة.  ربما استضافت كا (روح) الملك ،  أو تمثال مصغر للملك.  ربما تم استخدامه لعروض طقسية تتمحور حول دفن وقيامة روح «كا» خلال مهرجان «سد». 

## الهياكل الهامة الأخرى

### تخمينية: مقابر الزوجات
لم تُدفن زوجة ني أوسر رع ، ريبتي نوب ، داخل مجمع هرم ني أوسر رع.  تم العثور على هرمين صغيرين على الهامش الجنوبي من الكتلة الهرمية ، المعينين لبسيوس الرابع والعشرون ولبسيوس الخامس والعشرون، يُعتقد أنه ينتمي إلى رفاقه. تعرضت هذه الهياكل لأضرار بالغة ، ويتوقع فيرنر أنه لن يتم إجراء اكتشافات استثنائية أثناء الحفريات. 

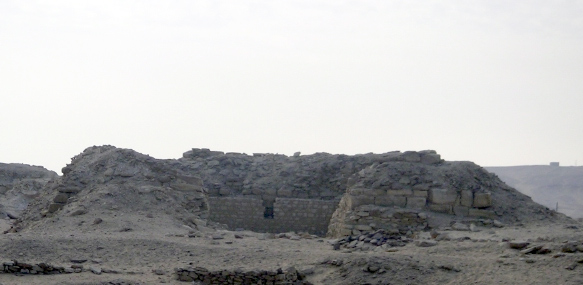
صورة فوتوغرافية لبنية لبسيوس الرابع والعشرون المدمرة

يتألف أول هذه الأهرامات ، لبسيوس الرابع والعشرون ، من الهرم والمعبد الجنائزي وهرم العبادة الصغير.  أضرار جسيمة لهيكل المقبرة ،  بسبب لصوص الحجارة في المملكة المصرية الحديثة، ترك المبنى في حالة خراب ، على الرغم من إمكانية تمييز بعض التفاصيل.  تم بناء المعبد الجنائزي على الوجه الشرقي للهرم ، مما يؤكد أن القبر ملك لملكة. لقد أدى تدميره إلى كشف المناطق الداخلية لعلماء الآثار للدراسة. تم بناء الهرم في عهد نيوسير ، كما يتضح من اسم بتاحشبسيس.  يظهر على كتل وسط العديد من علامات ونقوش البنائين الآخرين.  داخل حطام حجرة الدفن توجد بقايا جرانيت وردي تابوت وشظايا فخار و مومياء شابة ، بين 21 و 25 عامًا.  
المومياء مجزأة ، ويرجع ذلك على الأرجح إلى أنشطة لصوص المقابر ولصوص الحجارة.  لم يتم العثور على اسمها مكتوبًا في أي مكان في المجمع ، مما ترك المومياء مجهولة الهوية . تشير المواعدة إلى أن المومياء كانت إما رفيقة نيوسير ، أو ربما شقيقه الملك نفر ف رع الذي لم يدم طويلًا.  الملكة ريبتي نوب هي مرشح محتمل لهوية المومياء ، على الرغم من لا يزال احتمال وجود زوجات أخريات ممكنًا.  بشكل غير عادي ، خضعت هذه المومياء لعملية إخراج. } إجراء يوضح فيرنر أنه لم يكن معروفًا أنه تم إجراؤه قبل المملكة الوسطى.  يتحدى الأساتذة يوجين ستروهال ، وفيكتور سيرني ، ولوبوش فينانيك هذا الأمر ، مشيرين إلى أن بعض المومياوات من الأسرة الثامنة وأحد المومياوات من الأسرة السادسة تم التأكد من خضوعهم لهذه العملية. 

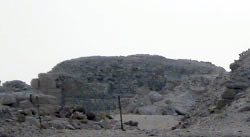
Lepsius X: هرم مزدوج تم بناؤه في عهد ني أوسر رع

يقع القبر الشقيق ، لبسيوس الخامس والعشرون ، على مقربة من لبسيوس الرابع والعشرون. كشفت دراسة سطحية للمقبرة أنها بنيت في عهد ني أوسر رع.  تم إجراء الحفريات بواسطة فريق فيرنر الأثري بين عامي 2001 و 2004.  كان فيرنر يعتقد في الأصل أن المعبد الجنائزي لهذه المقبرة تم بناؤه على الوجه الغربي للهرم ، بدلاً من الجانب الشرقي المعتاد.  كشفت أعمال التنقيب التي قام بها في وقت لاحق أن الهرم يفتقر إلى المعبد الجنائزي تمامًا. تم الكشف عن أن النصب يتكون من مقبرتين هرميتين متجاورتين. كلا المقبرتين مستطيل الشكل ، على الرغم من أن القبر الشرقي أكبر من الضريح الغربي. القبور موجهة على طول محور الشمال والجنوب. يبقى مالكو هذه المقابر وعلاقاتها غير معروفين. 

### مصطبة الأميرات
إلى الشمال الغربي من هرم نيوسير يوجد قبر شيد لثلاثة من أبناء الحاكم ،  والذي حدده بورشاردت على أنه «مصطبة الأميرات».  تم تشييد البنية الفوقية لهذا القبر عن طريق حشو الركام لإنشاء جدار سميك ، وإحاطة بكتل من الحجر الجيري الأصفر ، وواجهته مغطاة بحجر جيري أبيض ناعم. تم تجريد هذه الطبقة الخارجية القيمة ، ولم يتبق سوى جزء منها على المدخل. على الرغم من ذلك ، تم الحفاظ على تصميم المقبرة - بغرف الدفن الأربع وغرف العبادة  - جيدًا. 
الأبواب المزيفة لغرف الدفن هي البقايا الزخرفية الوحيدة التي تم العثور عليها ، على الرغم من تخمين بورشاردت أن هذه ربما كانت الزخرفة الوحيدة التي بدأت بها. داخل غرف العبادة ، نجت آثار من الطلاء الأحمر ، مما يشير إلى أن الجدران مزينة لتقليد الجرانيت. يحمل الباب الكاذب الشمالي لقب خميرينبتي، ابنة الملك نيوسير ، وكاهنة حتحور.  الباب الزائف الثاني يحمل اسم ميريتجوتس. يحتوي أيضًا على نقوش ونحت للموضوع ، ولكنه ذو حرفية أقل. تشير شظايا الطلاء المحتفظ بها إلى أن الكتلة كانت مطلية باللون الأحمر لتقليد الجرانيت ، بينما تم طلاء الكتابات المنحوتة باللون الأخضر. تُرك الباب الثالث المزيف فارغًا تمامًا ، بينما آخر باب مزيف مشابه للباب الثاني محفور فقط على العتب ويحمل اسم كحتب. 

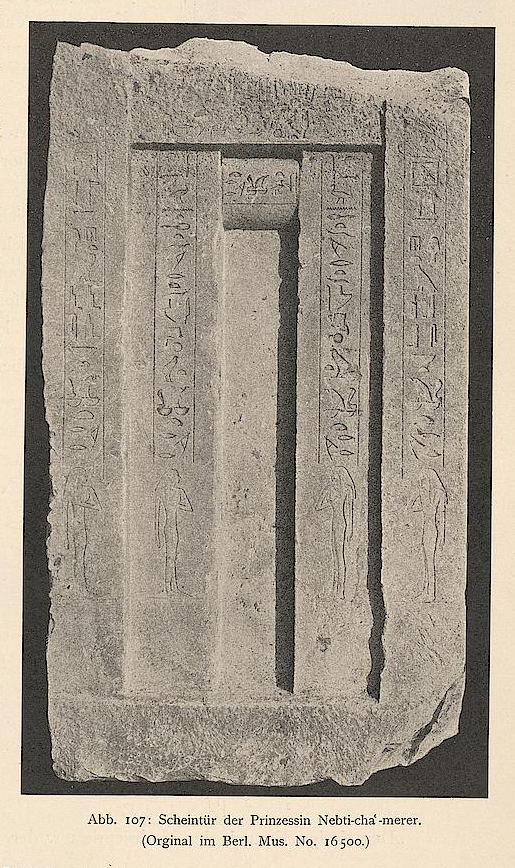
باب مزيف لـ خميرينبتي, | G16 | N28 | U6 | D21 · D21 | تحمل ألقابها وصورتها
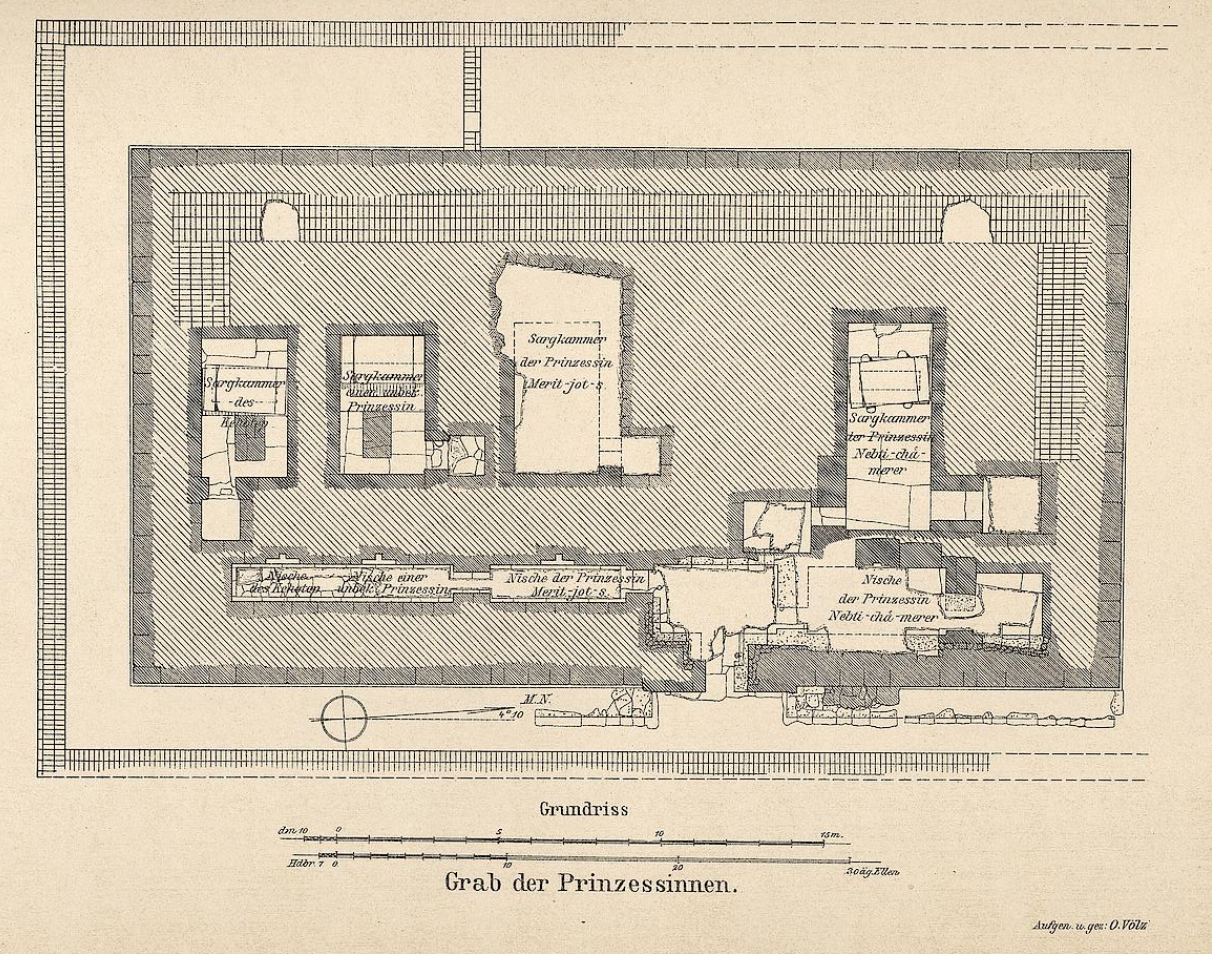
رسم لعالم المصريات "أو فولز " لــ "مصطبة الأميرات"
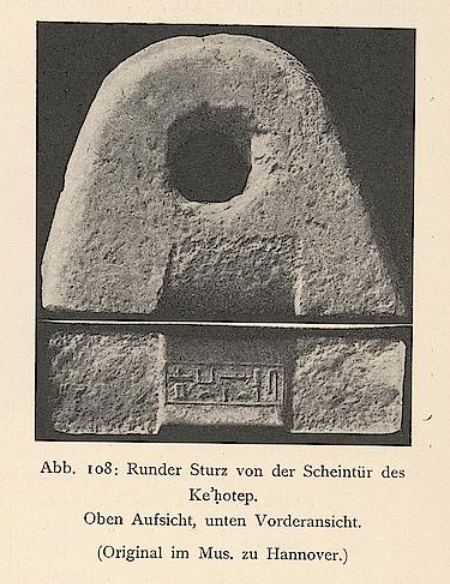
عتب مستدير من باب الكحتب المزيف, | D28 · X1 | R4 · Q3 |يحمل اسمه

## التاريخ اللاحق
كان نيوسير آخر ملوك بنى نصبه الجنائزي في أبو صير. اختار خلفاؤه منكاو حور كايو وجد كا رع وأوناس أن يُدفنوا في مكان آخر ،    ولم يعد أبو صير مقبرة ملكية. 

### عبادة الجنائز

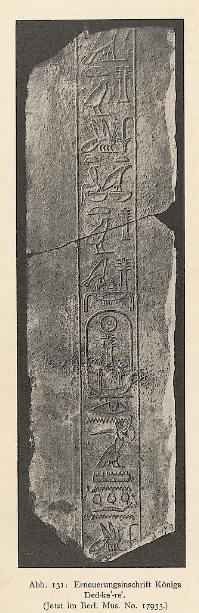
نقش أعمال ترميم يحمل أسماء جد كا رع مأخوذة من معبد ني أوسر رع الجنائزي

تشير برديات أبو صير إلى أن العبادات الجنائزية في أبو صير ظلت نشطة على الأقل حتى عهد بيبي الثاني في أواخر الأسرة السادسة.  استمرار هذه الطوائف في الفترة التي أعقبت المملكة القديمة ؛ ومع ذلك ، فهي مسألة جدل كبير بين علماء المصريات.  يعتقد فيرنر أن هذه الطوائف أوقفت أنشطتها بحلول الفترة الانتقالية الأولى.  يجادل بأن إعادة توحيد مصر وما تلاه من استقرار في نهاية الأسرة الحادية عشرة سمح للطوائف الجنائزية لأبوصير بالإصلاح مؤقتًا قبل أن تنتهي قريبًا بشكل دائم.  يميز يارومير مالك بين العقارات الباقية ، والتي تشكل الأساس الاقتصادي للعبادة الجنائزية ، وبقاء الطائفة نفسها ، ويلاحظ أن الأدلة الموثوقة لاستمرار هذه الطوائف غير موجودة ، باستثناء الطوائف من تيتي وربما ني أوسر رع.  يشير Ladislav Bareš إلى أن عبادة ني أوسر رع فقط هي التي استمرت خلال هذه الفترة ، وإن كان ذلك في شكل مختزل للغاية.  يعتبر أنطونيو موراليس نوعين من الأنشطة الدينية ، العبادة الملكية الرسمية والشعبية r تبجيل الملك ، ويعتقد أنه في حالة ني أوسر رع كلا الشكلين من العبادة الطقسية نجا من الانتقال من المملكة القديمة ، خلال الفترة الانتقالية الأولى ، وإلى أوائل الدولة الوسطى.  يجادل بأن الأدلة الأثرية التي تم العثور عليها بالقرب من نصب نيوسير التذكاري - مثل المقابر التي تم العثور عليها شرق المعبد الجنائزي تعود إلى الفترة الانتقالية الأولى والمملكة الوسطى والتي قد تكون مرتبطة بالعبادة الملكية من خلال أصل الكلمة، العناوين والكتابات النصية الأخرى ؛  الكتابات على الباب المزيف لـ إيبي ، المؤرخة بالعصر الوسيط الأول ، والتي تحمل اسم ميلاد ني أوسر رع ؛ وكتلة منقوشة تخص أحد المشرفين في بلدة نفر إر كارع المجاورة الهرمية ، والتي تم العثور عليها من خلال المدخل البديل للمعبد الجنائزي  - تدعم بقاء النشاط الطقفي الذي يكرم ني أوسر رع من الأسرة الخامسة للمملكة الوسطى.  أعمال ترميم رصيف معبد ني أوسر رع الجنائزي ، ونقش من حاكم مجهول يعود تاريخه إلى نهاية المملكة القديمة مؤشرات النشاط في النصب الجنائزي. 
قبور اثنين من رؤساء الأملاك والنظار على المعبد الجنائزي ، هريشفتب الأول والثاني ، {{efn | transl. قد يكون Ḥry š.f ḥtp } بمثابة دليل على استمرارية عبادة ني أوسر رع. تم إعطاء مقابر هذين المسؤولين تواريخ معقولة بين التاسعة والعاشرة  –  فترة هيراكلوبوليس   –  أو الأسرة الحادية عشر.   إذا كان الاثنان عاش الكهنة خلال فترة هيراكليوبوليس ، فهذا يشير إلى أن عبادة نيوسير الجنائزية وممتلكات هرمه كانت تعمل وسليمة خلال الفترة الانتقالية الأولى.  علاوة على ذلك ، إذا كان هذا هو الحالة ، ثم نجت عبادة ني أوسر رع حتى الأسرة الثانية عشرة على الأقل ، تحت قيادة الكاهن إينهتيب.   الباب الزائف من قبر أنثى  قسيس أو مسؤول ، ساتيمبي ، {{efn | ترجمة. Sʒ.t – jmpj  أو Sʒt-impy } الموجود بالقرب من الجسر ، قد يكون مؤرخًا أيضًا إلى الوسيط الأول فترة. قد يكون دفن الكهنة في هذه الفترة مؤشرًا آخر على استمرار طائفته. 

### الدفن
من نهاية عهد ني أوسر رع وحتى المملكة الوسطى ، أصبحت المناطق المحيطة بجسر نصبه التذكاري والمعبد الجنائزي  موطنًا لمقابر أخرى.  دفن جد كا رع العديد من أفراد عائلته والمسؤولين على المنحدر الجنوبي الشرقي للمعبد الجنائزي.  أفراد العائلة المالكة المدفونين هناك خكيرتنبتي مع ابنتها تيسثور وحيدتنيبو ونسركاهور ، إلى جانب المسؤولين ميرنفو ، يودوت وخنيت. هناك أيضًا قبر لا يزال مالكه مجهول الهوية.  توسعت هذه المقبرة تدريجياً شرقاً باتجاه حافة وادي النيل ، ووصلت إلى ذروتها في الأسرة السادسة ، ولكن أبو صير كان موجوداً. تستخدم فقط كمقبرة محلية بحلول هذا الوقت.  تنتمي العديد من المقابر المكتشفة هنا لموظفي الطائفة الجنائزية ، مثل مقابر Fetekta و Hetepi الذين أداروا المخازن. 
إلى الجنوب الشرقي من المعبد الجنائزي يقع قبر إنماخت وانحتب (الأول). في الداخل ، تم اكتشاف نقش مكتوب عليه «تم تكريمه قبل أوزوريس ، رب الحياة ، وإيني ، سيد التبجيل» في بعض المعدات الجنائزية. قبران آخران يحملان اسمين متشابهين ، إنحتب (الثاني) و إنحتبي ، وموجودان أيضًا في المنطقة.  تم إثبات مكانة ني أوسر رع المبجلة في أصل الكلمة أحد هؤلاء الأفراد المدفونين الذين أخذوا أسمائهم من اسم ميلاد ني أوسر رع ، إيني.  
إلى الشمال من نصب ني أوسر رع توجد مقبرة مقسمة إلى منطقتين. يحتوي القطاع الشمالي الغربي على مقابر بنيت في نهاية عهد ني أوسر رع. القطاع الشمالي الشرقي ، الواقع شمال المعبد الجنائزي ، والذي تم إنشاؤه بين الفترة الانتقالية الأولى وأوائل الدولة الوسطى ،   على مقابر لأفراد مرتبطين بالعبادة الجنائزية للملك.  تتركز مقابر أخرى لكهنة عبادة نيوسير حول الواجهة الشرقية للمعبد الجنائزي و في الطرف العلوي من الجسر. 
تم استخدام موقع النصب التذكاري للدفن العرضي في الفترة المتأخرة.  شرق المعبد الجنائزي ، اكتشف علماء المصريات الألمان 31 مقبرة يونانية مؤرخة بين ج. 375-350 قبل الميلاد ، من 1901 إلى 1904.  هذا التأريخ محل نزاع ، وهناك رأي آخر يقول أن المقابر بُنيت بعد غزو الإسكندر الأكبر مصر. وفقًا لفيرنر ، فإن بناء هذه المقابر يمثل نهاية تاريخ مقبرة أبو صير. 